# Giải Gruber về Di truyền học
Giải Gruber về Di truyền học là một trong năm giải thưởng quốc tế lập bởi Quỹ Peter và Patricia Gruber, làm một tổ chức phi lợi nhuận của Hoa Kỳ đặt trụ sở ở Quần đảo Virgin thuộc Mỹ và văn phòng tại thành phố New York. Giải thưởng di truyền học này được lập vào năm 2001, với số tiền được trao hằng năm là $500.000.
Giải thưởng di truyền học danh dự này được trao cho những cá nhân có đóng góp xuất sắc trong bất cứ lĩnh vực nào của nghiên cứu di truyền học. Các giải thưởng khác của quỹ này bao gồm thuộc các lĩnh vực Vũ trụ học, Khoa học thần kinh, Luật pháp, và Quyền phụ nữ.

## Người nhận giải
- 2009 Janet Davison Rowley, Thạc sĩ, Giáo sư phục vụ xuất sắc Blum-Riese tại Đại học Chicago
- 2008 Allan C. Spradling, Tiến sĩ, thuộc Học viện Khoa học Carnegie và Học viện Y khoa Howard Hughes (HHMI) ở Baltimore; nhờ công trình về hệ gen của ruồi giấm
- 2007 Maynard Olson thuộc Đại học Washington, là một chuyên gia sinh học thông tin
- 2006 Elizabeth Blackburn, một nhà sinh học tế bào chuyên về telomer
- 2005 Robert Hugh Waterston
- 2004 Mary Claire King
- 2003 David Botstein
- 2002 H. Robert Horvitz
- 2001 Rudolf Jaenisch